# Ponteyraud
Ponteyraud korábbi község Franciaországban, Dordogne megyében. Lakosainak száma 42 fő (2018. január 1.). Ponteyraud Festalemps, Vanxains, La Jemaye és Saint-Vincent-Jalmoutiers községekkel határos.
2017. január 1-jén La Jemaye korábbi községgel egyesült és az így létrejött La Jemaye-Ponteyraud új község része lett.

## Népesség
A település népességének változása:
| Lakosok száma | 83   | 56   | 43   | 48   | 31   | 53   | 47   | 44   | 43   | 42   |
|               | 1968 | 1975 | 1982 | 1990 | 1999 | 2011 | 2013 | 2015 | 2017 | 2018 |